# Battaglia della Ovche Pole
La battaglia della Ovche Pole (in bulgaro Овчеполската операция) fu un'operazione effettuata dall'Esercito bulgaro che ebbe luogo tra il 14 ottobre e il 15 novembre 1915, durante la campagna di Serbia della prima guerra mondiale. Il suo scopo era quello di occupare la valle del fiume Vardar e tagliare la vitale linea ferroviaria che collegava Skopje con Thessalonica e quindi impedire che l'esercito serbo fosse rifornito e rafforzato da una forza di spedizione degli Alleati. Le forze bulgare consistevano nella 2ª Armata bulgara, comandata dal tenente generale Georgi Todorov, che a sua volta era costituita dalla 3ª divisione di fanteria balcanica, dalla 7ª divisione "Rila" e da una divisione di cavalleria, con 182 cannoni.
Il più grosso scontro avvenne a Kumanovo, dove i Bulgari sconfissero facilmente l'esercito serbo. Il terzo giorno della battaglia anche la divisione di cavalleria bulgara avanzò, sconfiggendo il contrattacco serbo e raggiungendo la città di Veles e il fiume Vardar. Con questo successo fu raggiunto l'obbiettivo. Mentre combattevano contro i Serbi, i Bulgari sconfissero anche due divisioni francesi durante la battaglia di Krivolak, tagliando così del tutto la strada che congiungeva i Serbi agli Alleati, cosa che faciliterà la sconfitta serba nella battaglia del Kosovo e la sua immediata capitolazione dopo di questa.